# Zahrib, Litija
Zahrib (izgovarjava [zaˈxɾiːp], nemško Sahrib) je nekdanje naselje v občini Litija v osrednji Sloveniji. Danes je del Cirkuš. Naselje leži na Gorenjskem in je danes skupaj z ostalim delom občine vključeno v Zasavsko statistično regijo.

## Geografija
Zahrib stoji v severnem delu Cirkuš. Na jugozahodu leži izvir Janež, na severovzhodu izvirata Kladivo in Koštrun; slednji teče skozi vse leto.

## Zgodovina
Zahrib je imel leta 1880 62 prebivalcev, ki so živeli v sedmih hišah in 43 prebivalcev, ki so živeli v osmih hišah leta 1900. Zahrib je bil leta 1955 priključen Cirkušam in s tem izgubil status samostojnega naselja.